# Тайга золотая
«Тайга золотая» — советский полнометражный чёрно-белый художественный фильм, поставленный на Киностудии «Ленфильм» в 1937 году режиссёрами-дебютантами Геннадием Казанским и Максимом Руфом.
Премьера фильма в СССР состоялась 13 октября 1937 года. Другое название — «Шуба английского короля».

## Сюжет
Фильм из жизни золотоискателей.
У Саши Мраморова есть мечта: отыскать богатый прииск, о котором ему рассказывал его отец, старый партизан. Однако любимая девушка Саши Лиза не разделяет его желания о поиске.
Вскоре Саша вместе с одним из своих друзей всё-таки отправляется в тайгу. В результате долгих и упорных поисков они обнаруживают золото. В тайге Мраморов встречается с простой и хорошей девушкой, дочерью лесника. Саша влюбляется в неё. По возвращении из тайги он отвергает свою бывшую невесту.
Там, где было найдено золото, организуется прииск имени Мраморова.

## В ролях
- Борис Тенин — Саша Мраморов
- Александр Виноградов — Вася Башкин, друг Мраморова
- Нина Латонина — Лиза, невеста Мраморова
- Павел Волков — лесник
- Нина Шатерникова — Саша
- Юрий Толубеев — директор прииска
- Василий Меркурьев — старый золотоискатель
- Николай Крючков — друг Мраморова
- Александр Чекаевский — друг Мраморова
- Алексей Савостьянов — друг Мраморова
- Иван Кузнецов — друг Мраморова
- Елена Волынцева — мать Мраморова
- Степан Каюков — чёрт

## Съёмочная группа
- Сценарий — Николая Погодина
- Режиссёры-постановщики — Геннадий Казанский, Максим Руф
- Операторы — Вениамин Левитин, Анатолий Погорелый
- Художник — Игорь Вускович
- Композитор — Венедикт Пушков
- Звукооператоры — Николай Бутаков, Иван Дмитриев

## Звуковая дорожка
В фильме звучит песня композитора Венедикта Пушкова на стихи Александра Прокофьева «Тайга золотая» в исполнении Георгия Виноградова.
Отрывок из песни:

От горных хребтов, до полярного края

Где сосны кругом, да снега

Шуми, золотая, звени, золотая

Моя золотая тайга!.

## Оценки фильма
В брошюре об исполнителе главной роли указывалось: «Основные достоинства фильма — это создание психологически убедительного образа положительного героя и стремление показать, как проникает в быт новая социалистическая этика. Мраморов, которого играет Б. Тенин, — жизнерадостный, напористый энтузиаст-золотоискатель. Актёр заставил зрителя волноваться и радоваться вместе с ним».
Мнение известного режиссёра Сергея Юткевича о кинокартине: «Борис Тенин великолепно играл в ней золотоискателя Сашу Мраморова, очень забавным, несмотря ни на что, получился чёрт в исполнении Степана Каюкова, тонко вела лирическую линию Нина Шатерникова, наконец, композитор Венедикт Пушков написал прекрасную музыку …, но всё-таки это была лишь полуудача».
Киновед Ростислав Юренев приводил фильм как «характерный пример оригинального замысла, загубленного стандартным выполнением, боязнью новых, условных комедийных приёмов и старательным привнесением казённых, бодряческих эпизодов и словес». Юренев считал, что «Б. Тенин, несмотря на всё своё обаяние, играл скованно, без огонька, а актриса Н. Шатерникова — тоненькая, субтильная, интеллигентная — никак не подходила к роли дочери лесника, диковатой красавицы, чувствующей себя в тайге, как дома». При этом он отмечал «интересные эксперименты по введению в современный сюжет сказочных фольклорных мотивов».
В другой книге дана следующая оценка кинокартины: «Фильм „Тайга золотая“ поражает не только эксцентричностью и фантазией (чего стоит огромная по метражу сцена с чёртом — правда, приснившимся герою), но и откровенной пародийностью по отношению к штампам казённой пропаганды».